# باري إنجهام
باري إنجهام (بالإنجليزية: Barrie Ingham)‏ هو ممثل بريطاني، ولد في 10 فبراير 1932 بهاليفاكس في المملكة المتحدة، وتوفي في 23 يناير 2015 ببالم بيتش غاردنز في الولايات المتحدة بسبب مرض.

## أعمال

### أفلام
- (1986) مغامرات المخبر الشجاع[5][6][7]

## وصلات خارجية
- باري إنجهام على موقع IMDb (الإنجليزية)
- باري إنجهام على موقع قاعدة بيانات برودواي على الإنترنت (الإنجليزية)
- باري إنجهام على موقع ديسكوغز (الإنجليزية)
- باري إنجهام على موقع قاعدة بيانات الفيلم (الإنجليزية)